# Die Ehe der Luise Rohrbach
Die Ehe der Luise Rohrbach è un film muto del 1917 diretto da Rudolf Biebrach.

## Produzione
Il film - girato dal dicembre 1916 al 1º gennaio 1917 -  fu prodotto dalla Messter Film.

## Distribuzione
Il 2 febbraio 1917, il film fu presentato a Berlino alla Mozartsaal.